# Список дипломатических миссий Федеративных Штатов Микронезии

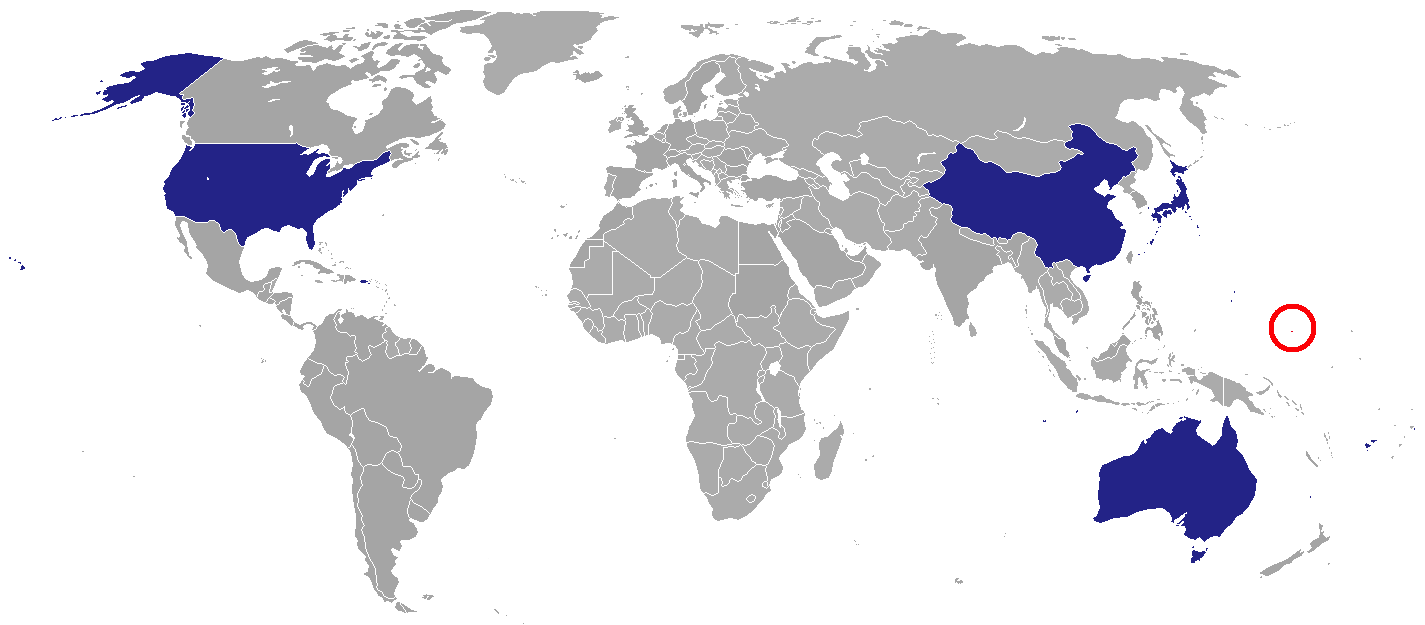

Список дипломатических миссий Федеративных Штатов Микронезии — перечень дипломатических миссий (посольств) и генеральных консульств Федеративных Штатов Микронезии в странах мира.

## Азия
- Китай
  - Пекин (посольство)
- Япония
  - Токио (посольство)

## Америка
- США
  - Вашингтон (посольство)
  - Гонолулу (генеральное консульство)
  - Тамунинг, Гуам (генеральное консульство)

## Океания
- Фиджи
  - Сува (посольство)

## Международные организации
- Нью-Йорк (представительство при ООН)